# Sylvie de Segonzac
Sylvie de Segonzac ist eine französische Kostümbildnerin.

## Leben
Sylvie de Segonzac kam als Kostümbildnerin in den 1970er Jahren bei den Spielfilmen Ein wildes Leben (1974) und Dieses obskure Objekt der Begierde (1977) unter der Regie der etablierten Filmemacher Roger Vadim und Luis Buñuel zum Einsatz. Es folgten jedoch eher unbedeutende Filmproduktionen, für die sie das Kostümbild gestaltete, ehe sie 1993 für Édouard Molinaros Historienfilm Ein Abendessen mit dem Teufel mit dem César in der Kategorie Beste Kostüme ausgezeichnet wurde.
Für Beaumarchais – Der Unverschämte mit Fabrice Luchini in der Titelrolle wurde sie vier Jahre später abermals für einen Historienfilm von Édouard Molinaro für den César nominiert. Eine weitere César-Nominierung erhielt sie 1999 für die Molière-Verfilmung Don Juan von Regisseur Jacques Weber, der neben Emmanuelle Béart und Penélope Cruz zudem die Hauptrolle spielte. Im selben Jahr entwarf de Segonzac die Kostüme für Jean Beckers um das Jahr 1918 spielenden Film Ein Sommer auf dem Lande. Im Laufe der Jahre war sie mehrfach auch beim französischen Fernsehen beschäftigt, wie unter anderem bei dem Fernsehfilm Marie-Antoinette aus dem Jahr 2006 mit Karine Vanasse in der Hauptrolle. Auch für Opern fertigte sie bisweilen die Kostüme an, so etwa für Jean-Louis Martinotys in Paris und vielfach in Wien aufgeführte Inszenierung von Mozarts Die Hochzeit des Figaro.

## Filmografie (Auswahl)
- 1970: Amour
- 1974: Ein wildes Leben (La jeune fille assassinée)
- 1975: Les Mohicans de Paris (TV-Serie, fünf Folgen)
- 1977: Dieses obskure Objekt der Begierde (Cet obscur objet du désir)
- 1980: L’œil du maître
- 1980: Les visiteurs (TV-Serie, sechs Folgen)
- 1983: Un bon petit diable
- 1992: L’homme de ma vie
- 1992: Ein Abendessen mit dem Teufel (Le souper)
- 1993: Le tailleur autrichien (Kurzfilm)
- 1995: Le retour d’Arsène Lupin (TV-Serie, vier Folgen)
- 1996: Beaumarchais – Der Unverschämte (Beaumarchais, l’insolent)
- 1997: Der verschwundene Sohn (L’enfant perdu)
- 1998: Don Juan
- 1999: Ein Sommer auf dem Lande (Les enfants du Marais)
- 2000: Le monde de Marty
- 2000: Les blessures assassines
- 2001: Un crime au paradis
- 2002: Der Schmetterling (Le papillon)
- 2003: Effroyables jardins
- 2004: Malabar Princess
- 2004: Viper in der Faust (Vipère au poing)
- 2006: Les aristos
- 2006: Der Liebespakt: Simone de Beauvoir und Sartre (Les amants du Flore) (TV-Film)
- 2006: Marie-Antoinette (TV-Film)
- 2011: Chez Maupassant (TV-Serie, acht Folgen)
- 2012: Des soucis et des hommes (TV-Serie, acht Folgen)
- 2014: Die Klinik des Dr. Blanche (La clinique du docteur Blanche) (TV-Film)
- 2014: La vallée des mensonges (TV-Film)

## Auszeichnungen
- 1993: César in der Kategorie Beste Kostüme für Ein Abendessen mit dem Teufel
- 1997: Nominierung für den César in der Kategorie Beste Kostüme für Beaumarchais – Der Unverschämte
- 1998: Nominierung für den Satellite Award in der Kategorie Beste Kostüme für Beaumarchais – Der Unverschämte
- 1999: Nominierung für den César in der Kategorie Beste Kostüme für Don Juan